# Lukoveček
Lukoveček község Csehországban, a Zlíni járásban. Lukoveček Martinice, Horní Lapač, Holešov, Rusava, Přílepy, Brusné, Fryšták és Vlčková településekkel határos. Lakosainak száma 463 fő (2024. január 1.).

## Népesség
A település lakosságának változását az alábbi diagram mutatja:
| Lakosok száma | 380  | 377  | 373  | 443  | 360  | 405  | 420  | 456  | 460  | 463  |
|               | 1869 | 1900 | 1921 | 1961 | 1980 | 2011 | 2016 | 2019 | 2021 | 2024 |